# 道の駅ころ柿の里しか
道の駅ころ柿の里しか（みちのえき ころがきのさとしか）は、石川県羽咋郡志賀町末吉新保向にある国道249号の道の駅である。

## 施設

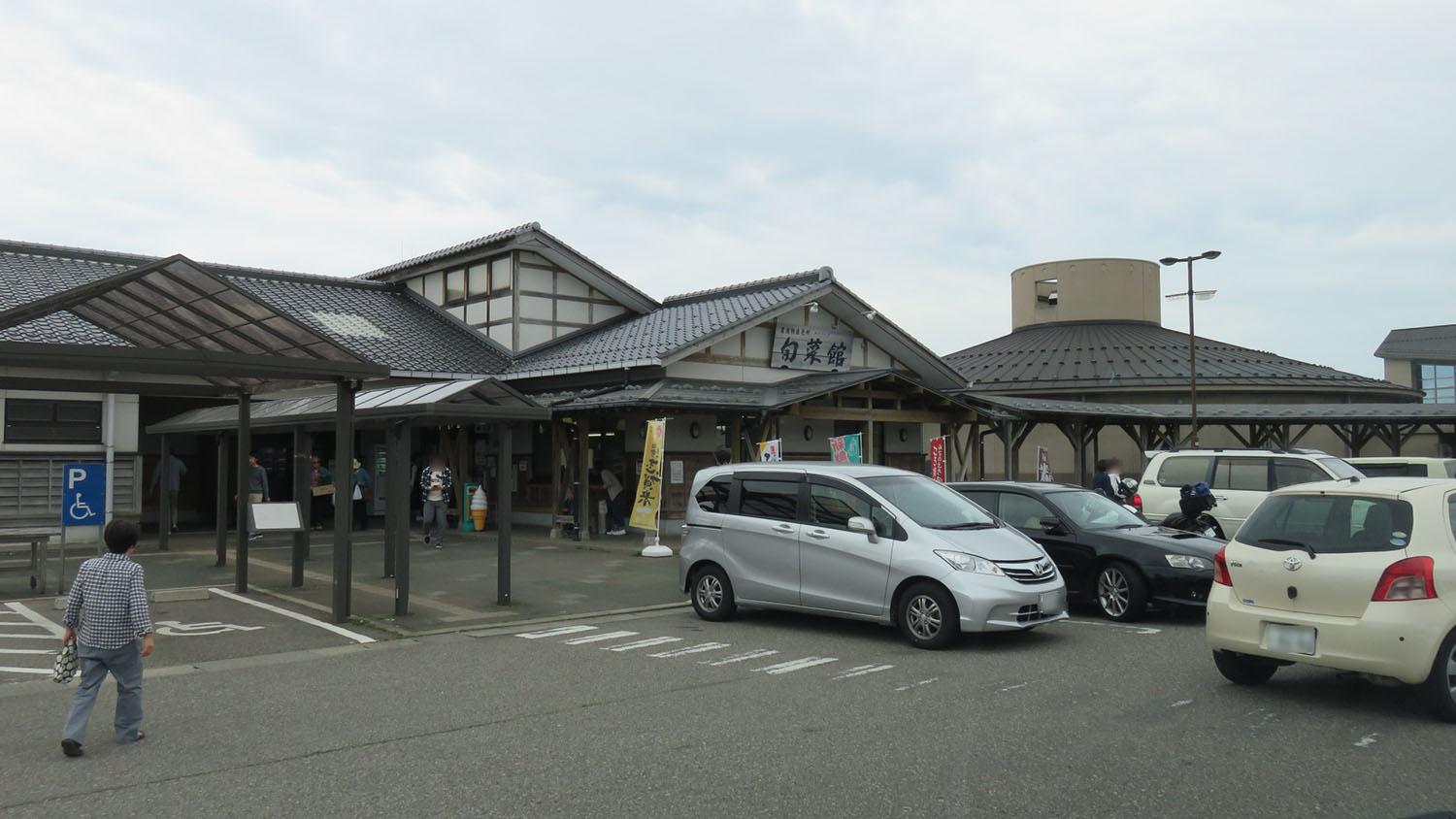
旬菜館（2017年5月撮影）

当駅には日帰り入浴施設の「アクアパーク シ・オン」が併設されているが、この総事業費約23億円のうち北陸電力志賀原子力発電所の立地に伴う電源三法交付金の約19億円が活用されている。
- 駐車場
  - 普通車：166台[5]
  - 大型車：2台[5]
  - 身障者用：4台[5]
- トイレ
  - 男：大 6器（1器）、小 11器（3器）
  - 女：6器（4器）
  - 身障者用：4器（2器）

※（）内は、24時間利用可能
- 旬菜館（農産物直売所、平日 9:00 - 17:30・土日祝日 9:00 - 18:30）[5]
- アクアパーク シ・オン（9:00 - 22:00、11月から3月は21時まで）[5] - 足湯を併設している（コロナ禍に伴い休止中）[5]。
  - レスト・シオン（レストラン、11:00 - 22:00）[5]
- 於古川親水公園
- RVパーク（日本RV協会の認定施設、有料）
- ワーケーションスペース（有料）

### 管理団体
設置者
- 石川県
- 志賀町

指定管理者
- 志賀農業協同組合（旬菜館）[8]
- シオンマネージメント（アクアパーク シ・オン）[8]

## 休館日
- 年中無休（以下の施設を除く）[5]
  - 旬菜館：毎週火曜日・年末年始[5]
  - アクアパーク シ・オン：不定休[5]

## アクセス
- 国道249号 - 登録路線

## 周辺
- 志賀町役場
- 志賀の郷温泉
- のと里山海道 西山IC
- 大島海水浴場
- 北鉄能登バス能登高浜バスターミナル